# Asparagus breslerianus
Asparagus breslerianus — вид рослин із родини холодкових (Asparagaceae).

## Біоморфологічна характеристика
Це дводомна трава. Коріння у товщину 2–3 мм. Стебла лазячі, 30–100 см; гілки не або лише злегка смугасті. Кладофіли в пучках по 4–8, в основному прямі, 5–15(35) × 0.4–0.7 мм, майже округлі в розрізі, злегка сплющені, жолобчасті. Квітки обох статей в кластерах по 2–4; квітконіжка 6–18 мм. Чоловічі квітки: оцвітина червонувато-пурпурна чи зеленувато-біла, дзвінчаста, ≈ 6 мм. Жіночі квітки: оцвітина ≈ 3 мм. Ягоди червоні, ≈ 6 мм у діаметрі, 5- чи 6-насінна. Період цвітіння: травень; період плодоношення: липень — вересень.

## Середовище проживання
Поширений від Кавказу до пн.-сх. Китаю.
Населяє береги річок, пустирі, засолені ґрунти; від приблизно рівня моря до 2900 метрів.